# Centrum przesiadkowe Ligota
Centrum przesiadkowe Ligota – jedno z czterech centrów przesiadkowych w Katowicach, obsługujące połączenia miastowe oraz międzymiastowe o charakterze autobus – pociąg – komunikacja indywidualna.
Zlokalizowane naprzeciw dworca kolejowego stacji Katowice Ligota, u zbiegu ulic Panewnickiej, Franciszkańskiej i Kłodnickiej, na terenie dzielnicy Ligota-Panewniki. Jest ono pierwszym katowickim zintegrowanym centrum przesiadkowym, a jego budowa pochłonęła około 9,1 mln zł. Powstał również parking naziemny ze 110 miejscami umożliwiający darmowy postój (maks. 20 godzin) po zeskanowaniu biletu kolejowego. Naprzeciw dworca kolejowego znajdują się zadaszone perony autobusowe oraz miejsca oczekiwania, strefa kiss and ride z przeznaczeniem dla krótkotrwałego postoju, a także parking dla rowerów i taksówek.

## Transport autobusowy

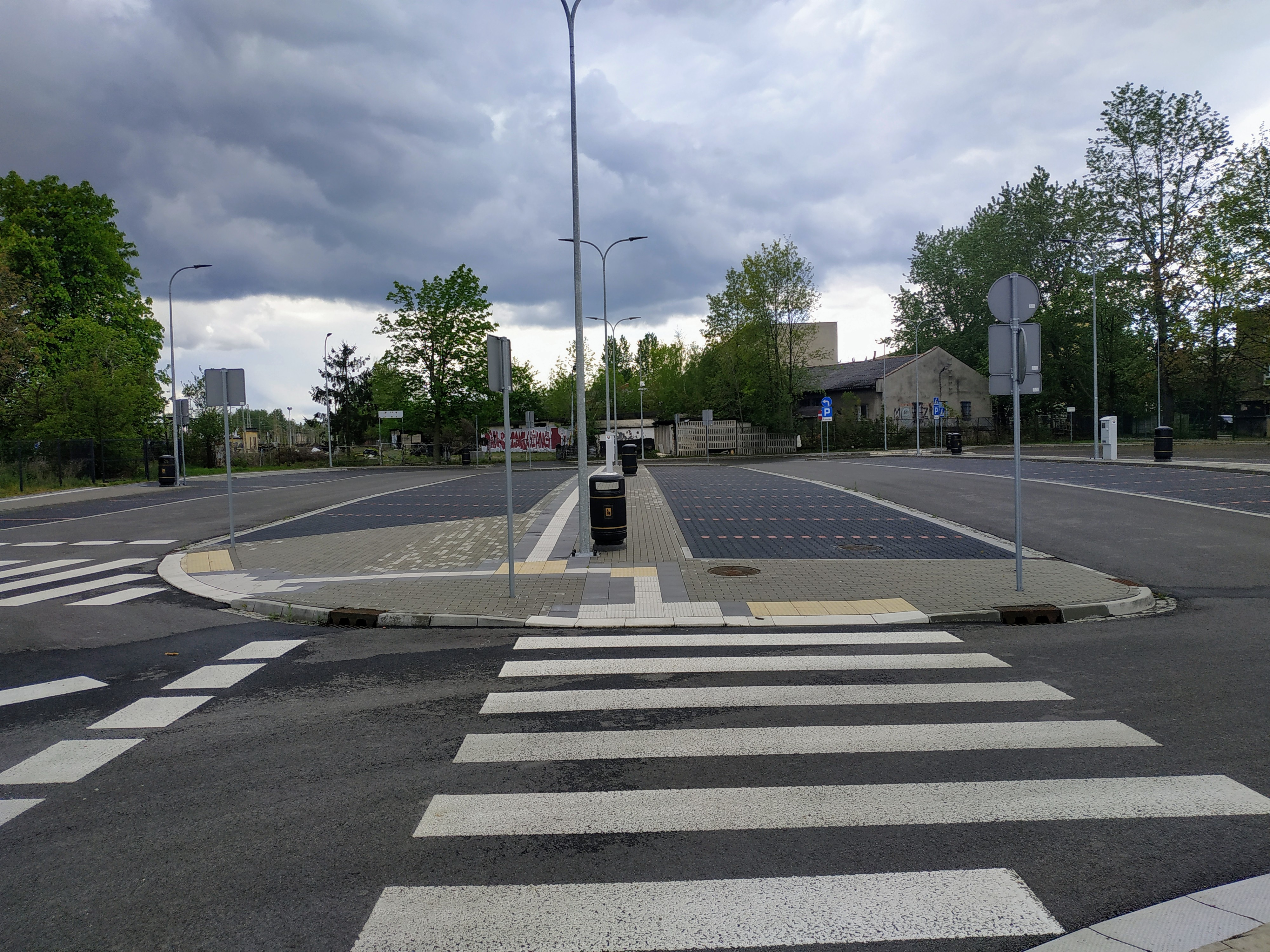
Parking samochodowy przy centrum

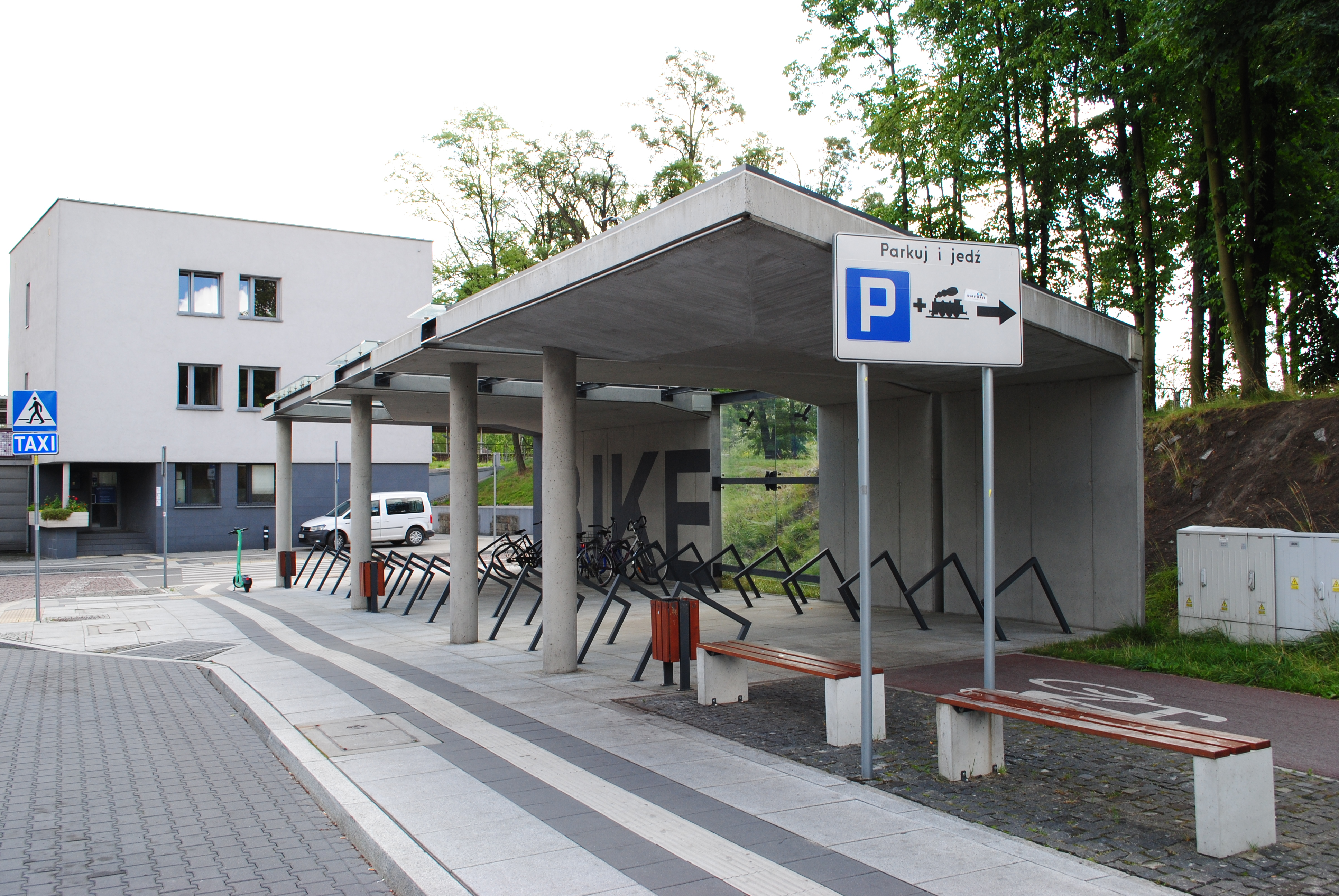
Parking dla rowerów przy centrum (2022)

Przed budynkiem dworca znajduje się zadaszony dworzec autobusowy z dwoma stanowiskami, który jest obsługiwany przez przewoźników Zarządu Transportu Metropolitarnego, w ramach następujących linii (stan na 2025 rok):
- 13 (Ruda Śląska Bykowina Grzegorzka – Katowice Brynów Centrum Przesiadkowe)
- 51 (Katowice Osiedle Tysiąclecia Pętla – Katowice Ligota Akademiki)
- 913 (Katowice Brynów Centrum Przesiadkowe – Panewniki Owsiana)

## Transport kolejowy
W 2015 roku budynek dworca na stacji kolejowej Katowice Ligota przeszedł generalny remont, co pozwoliło na połączenie go ze stanowiskami autobusowymi. Aktualnie (stan na 2025 rok) z peronów stacji odjeżdżają pociągi przewoźników kolejowych takich jak: Koleje Śląskie, Leo Express i PKP Intercity, z czego od pierwszego z nich są to następujące linie:
- S4 (Tychy Lodowisko – Sosnowiec Główny)
- S5 (Katowice – Zwardoń)
- S51 (Katowice – Zakopane)
- S6 (Katowice – Wisła Głębce)
- S7 (Katowice – Racibórz)
- S71 (Katowice – Bohumin)